# Nigel Wrench
Pour les articles homonymes, voir Wrench.
Stephen Wrench, connu professionnellement sous le nom de Nigel Wrench, est un présentateur de radio et journaliste britannique. Dans les années 1980, il a réalisé de nombreux reportages en Afrique du Sud, puis a mené une carrière réussie de vingt ans à Londres à la BBC. Wrench est le seul journaliste connu à avoir interviewé à la fois l'artiste connu sous le nom de Banksy et la militante sud-africaine Winnie Mandela, et a poursuivi son travail journalistique malgré le fait qu'il ait frôlé la mort d'une maladie liée au sida.

## Biographie
Le premier emploi de Wrench à la radio fut chez Capital Radio 604, qui offrait la première source indépendante de nouvelles diffusées en Afrique du Sud.
Chez Turnstyle News, une agence de nouvelles radio indépendante basée à Johannesburg, Wrench a fait des reportages pour la Société Radio-Canada, NPR, ABC et des agences basées au Royaume-Uni, Independent Radio News et London Broadcasting Company.
En décembre 1985, il a été brièvement détenu par la police lorsqu'il rapportait le retour illégal de Winnie Mandela à Soweto.
En réalisant un reportage à Windhoek, Namibie, en septembre 1988, il faisait partie de ceux qui ont été battus par la police.
Wrench était également chroniqueur de musique pop pour le Mail & Guardian et a rapporté sur la vie nocturne clandestine florissante de Johannesburg.